# Hogyan csinálja?

## Cselekmény
Miközben National City felett repked, Kara észrevesz egy drónt, ami kémkedik utána. Bár a gép gyors, elkapja, és beviszi a DEO-hoz, ahol Hank és Alex megállapítják, hogy a drón Maxwell Lord találmánya. Kara elmegy dolgozni, és felfedezi, hogy Cat megnyerte az újságírók díját, ezért Kara felajánlja, vigyáz Cat fiára, amíg ő a díjátadón van. Cat belemegy, majd Kara visszamegy a DEO-ba. Később Cat felhívja, hogy a fiáról érdeklődjön. Mivel Kara erről megfeledkezett, gyorsan odarepül Carter iskolájához, hogy elhozza onnan. Beviszi a CatCo-hoz, de nem sokkal később megremeg a föld, és Kara kideríti, hogy egy bombát dobtak az egyik épületre, ezért Cartert Winnre bízza, és rögtön a helyszínre repül, hogy megmentse az embereket. Az épületet megtartja, nehogy leomoljon, majd a lézerszemével megjavítja a tartócölöpöket. Eközben Hank és Alex a Lord Technologies-ba megy, hogy kifaggassák Maxwell Lordot a drónnal kapcsolatban. Kara visszamegy a CatCo-hoz, de utána Alex hívja, azzal, hogy a Lord Technologies-ban bomba van. Így hát Kara odamegy, felviszi az égbe, hogy ott robbanjon fel. A CatCo-ba visszatérvén Kara megtudja, hogy a DEO megtudta, ki lehet a tettes a bombás ügyekben: Ethan Knox. Karának a DEO azt az utasítást kapja, hogy figyelje a repülőteret, mivel Maxwell Lord ezen a napon akarja elindítani 500 km/h-val haladó vonatát. Winn, a CatCo-ban észreveszi, hogy Carter eltűnt. Ekkor Hank választást kínál Karának: vagy a repülőtéren lévő bombát, vagy a vonaton utazó bombamellényes Knoxot állítja meg. Kara az előbbi mellett dönt, mivel Carter a vonaton van. Knox nem akarja megölni az embereket, ezért Supergirl elszakítja a vonat két részét, így Knox egyedül robban fel. Amikor pedig Kara elmegy Maxwell Lordhoz, az azt mondja, a bombákkal csak képességeit tesztelték.

## Szereplők
| Karakter               | Színész                | Magyar hang        |
| ---------------------- | ---------------------- | ------------------ |
| Kara Danvers/Supergirl | Melissa Benoist        | Gáspár Kata        |
| James Olsen            | Mehcad Brooks          | Nagy Dániel Viktor |
| Alex Danvers           | Chyler Leigh           | Varga Gabriella    |
| Winn Schott            | Jeremy Jordan          | Molnár Áron        |
| Hank Henshaw           | David Harewood         | Háda János         |
| Cat Grant              | Calista Flockhart      | Kisfalvi Krisztina |
| Maxwell Lord           | Peter Facinelli        | Stohl András       |
| Carter Grant           | Levi Miller            | Ács Balázs         |
| Lucy Lane              | Jenna Dewan Tatum      | Tornyi Ildikó      |
| Ethan Knox             | Scott Michael Campbell | N/A                |